# 哈茨山

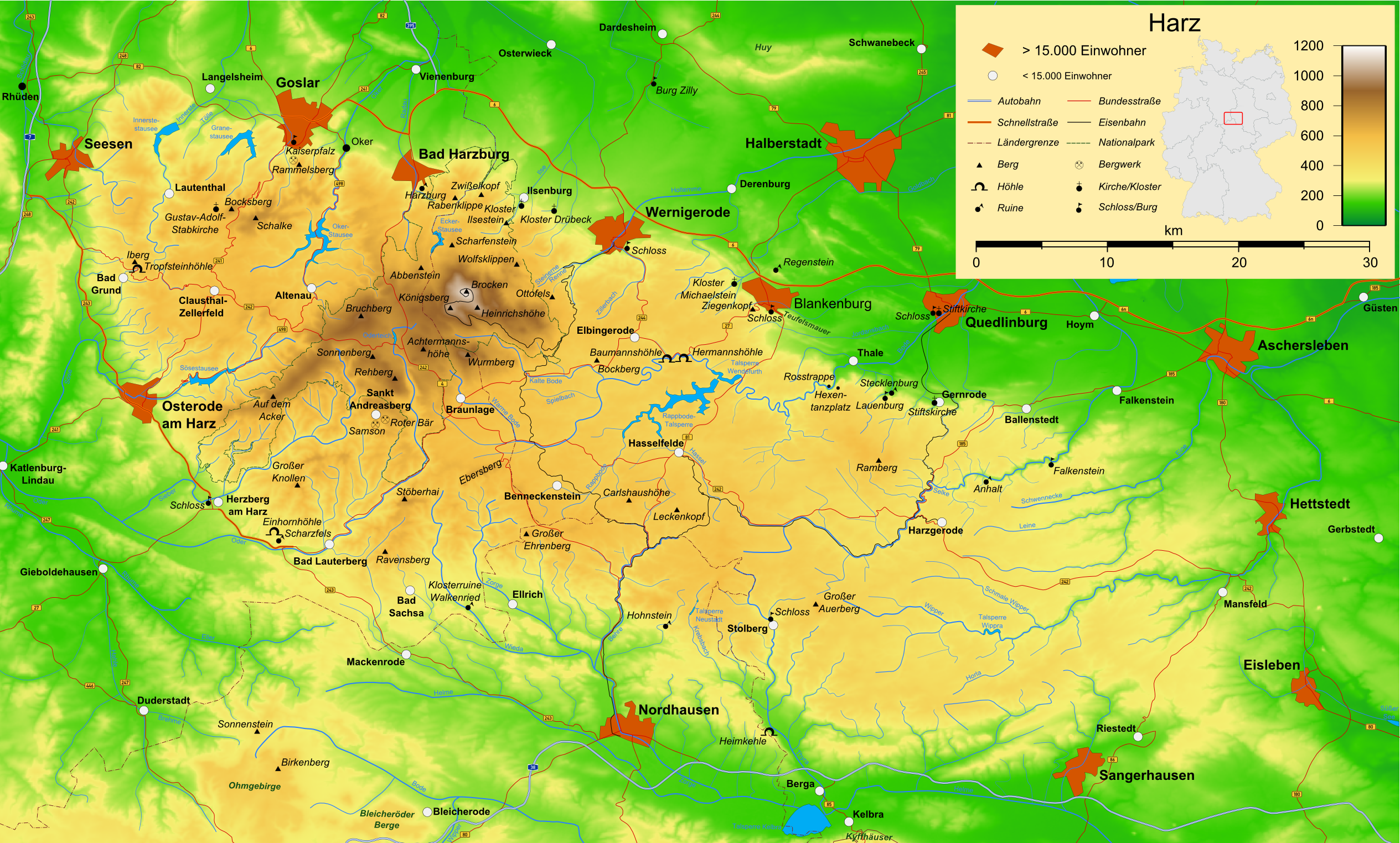
哈茨山地形图

哈茨山（德語：Harz，發音：[haːɐ̯ts] ⓘ）是德国中部的一座山脉，横跨下萨克森、萨克森-安哈尔特和图林根三州，山名源于中古高地德语的单词“Hardt”或“Hart”（意为“山林”）。第二次世界大戰期間，哈茨山曾經是納粹德軍多個重要兵工廠的所在地。2003年，在美國戰犯法蘭克·希蘭死前，他曾承認在此處迫令德國戰俘自掘墳墓，並將他們就地槍決。
哈茨山全长110千米，从西北面的塞森延伸到东南面的艾斯莱本。山脉宽35千米，面积2,226平方千米，最高点为位于萨克森-安哈尔特州的布罗肯峰（海拔1,141米）。现时约有60万人居住于山脉之中的城镇和乡村。